# Jackson Capel
Jackson Capel (nacido el 26 de enero de 1987 en Erlanger, Kentucky) es un jugador de baloncesto estadounidense que mide 1.91 que actualmente se encuentra sin equipo. Juega en la posición de escolta.

## Carrera deportiva
Capel se formó en la Universidad de Evangel. Jugó en Europa en Suiza en las filas del BC Boncourt Red Team y tras un paso por España en Liga EBA en 2015, se marcharía a Alemania para destacar en las filas del RSV Eintracht Stahnsdorf de la segunda división alemana. Ha sido en el país germano en donde ha desarrollado la mayor parte de su carrera deportiva, destacando por su gran variedad de movimientos y su tiro exterior. En su última temporada en Stahnsdorf, promedió 14,34 puntos en una media de 27  minutos, con un 39% desde el triple.
En 2016, firmó por el Magia Huesca, pero en noviembre de 2016 fue cortado.
En diciembre de 2016, el escolta americano se suma a la plantilla del RETAbet.es GBC con un contrato de dos meses tras la marcha de Niko Skouen.